# Fred J. Cook
Fred James Cook (8 mars 1911 - 4 avril 2003) est un journaliste d'investigation américain, principalement des années 1950 à fin des années 1970. Son rapport de 1964, The FBI Nobody Knows, est au cœur de l'intrigue de l'un des romans Nero Wolfe les plus populaires de Rex Stout, The Doorbell Rang (1965). 
Cook est né à Point Pleasant, New Jersey et a grandi dans une maison de Bay Avenue près de la frontière avec Bay Head. Du côté de sa mère, il descend d'une vieille famille du New Jersey, les Comptons. Il est diplômé de l'université Rutgers en 1932. 
Cook commence sa carrière dans le journalisme à Asbury Park Press dans le New Jersey. Il écrit ensuite pour le New York World-Telegram, en se concentrant sur les crimes. Il dévoile  les aveux de John Francis Roche dans le cas du meurtre du marin Edward S. Bates, qui ont libéré Paul A. Pfeffer, auparavant reconnu coupable du meurtre. 
Rédacteur en chef de l'hebdomadaire New Jersey Courier à Lakewood, il couvre la catastrophe du Hindenburg en 1937. Après avoir vu le dirigeable voler au-dessus de Toms River, il a d'abord écrit sur son arrivée en toute sécurité prévue à la Lakehurst Naval Air Station, puis a dû rapidement réécrire l'histoire après être arrivé sur le site de l'écrasement alors que le ballon était toujours en flammes. Quelques centaines d'exemplaires de l'édition précédente, avec la mauvaise histoire, étaient déjà en route vers les kiosques à journaux, « je savais que je devais les récupérer », a déclaré Cook. 
Bien que conservateur à bien des égards, Cook écrit un certain nombre d'articles pour le magazine The Nation, avec son collaborateur de longue date de World-Telegram Gene Gleason, et prend des positions généralement identifiées de gauche. Il s'oppose par exemple à la peine de mort, estimant qu'elle était cruelle et ne dissuadait pas le crime. Il est également très critique à l'égard du FBI, de la CIA et de la condamnation pour parjure d'Alger Hiss, ainsi que des compagnies pétrolières et des entrepreneurs de la défense. Ses écrits l'ont fait la cible d'enquêtes du FBI. 
Le livre de Cook de 1964 Goldwater: Extremist on the Right, inaugure une série d'événements qui conduisent finalement à la décision de la Cour suprême dans ce qui est connu comme l'affaire Red Lion : après la parution du livre, Cook est attaqué par l'évangéliste conservateur Billy James Hargis sur son émission de radio quotidienne Christian Crusade. Cook poursuit en justice, faisant valoir qu'en vertu de la doctrine d'équité de la FCC, il avait droit à du temps d'antenne gratuit pour répondre à l'attaque. Red Lion Broadcasting conteste la constitutionnalité de la doctrine et l'affaire est portée devant la Cour suprême en 1969, la Cour statuant à l'unanimité que la doctrine de l'équité était constitutionnelle,. 
En 1968, Cook signe le Writersand Editors War Tax Protest, promettant de refuser les paiements d'impôts pour protester contre la guerre du Vietnam. 

## Scandale
Bien que lui et Gleason aient été largement vantés, les deux hommes sont licenciés par le World-Telegram en 1959 après avoir écrit un exposé d'une longueur d'un numéro, « The Shame of New York », pour The Nation. Après la publication de l'article, Cook et Gleason apparaissent dans l'émission télévisée de David Susskind Open End au cours de laquelle Gleason affirme qu'un haut fonctionnaire de New York lui avait offert un pot-de-vin – un emploi bien rémunéré pour leurs deux femmes – pour cesser d'enquêter sur le programme de nettoyage des bidonvilles de la ville en 1956. Mais lorsque le procureur du district de Manhattan Frank Hogan le convoque pour interrogatoire, Gleason fait marche arrière, affirmant qu'il avait « exagéré » l'histoire « parce que j'étais exubérant et emporté », à ce moment-là, le World-Telegram le licencie. Cook a affirmé qu'il avait signalé la prétendue tentative de pot-de-vin à ses supérieurs, mais son rédacteur en chef de la ville a nié avoir jamais entendu parler du pot-de-vin. Cook affirme dans son autobiographie que Gleason avait subi des pressions de la part du propriétaire de World-Telegram, Roy W. Howard, pour renoncer au sujet de la corruption. Un peu plus d'une décennie plus tard, une enquête de Newsday identifie une longue tradition de politiciens new-yorkais payant des journalistes par les équipes de campagne ou les gouvernements alors qu'ils continuaient à couvrir l'actualité. 

## L'affaire Hiss
Cook avait écrit quatre articles pour The Nation au moment où la rédactrice en chef de l'époque, Carey McWilliams, lui demande d'écrire un article sur le cas de parjure d'Alger Hiss. Cook ne voulait pas faire l'article, pensant que Hiss était coupable. Après deux autres demandes de McWilliams pour Cook pour faire l'article, McWilliams lui dit : « écoutez, j'ai une proposition à vous faire. Je sais ce que vous pensez de l'affaire, mais j'ai parlé à beaucoup de gens en qui j'ai confiance. Ils disent que si quelqu'un regarde attentivement les preuves, il aura une opinion différente. Vous êtes connu comme un homme de fait. Ferez-vous cela pour moi ? Aucune obligation. Voulez-vous au moins regarder les faits ? ». Cook décide qu'en tant que bon journaliste, il était obligé de regarder les faits et de voir où ils l'emmènerai. 
Le numéro du 21 septembre 1957 de The Nation est entièrement consacré à l'enquête de Cook sur l'affaire Hiss intitulée Hiss: New Perspectives on the Strangest Case of our Time. Dans l'article que Cook écrit pour The Nation, il est finalement d'avis que Hiss n'est pas coupable des accusations portées par Whittaker Chambers qui l'accusait d'être un espion soviétique alors qu'il travaillait pour le département d'État américain. 

Cook développe l'article dans un livre intitulé The Unfinished Story of Alger Hisse et continue jusqu'à la fin de sa vie à soutenir que Hiss est innocent. Dans une interview qu'il donne à l'âge de 89 ans, Cook observe : 
 Et en fait, je ne pense pas que le livre ait jamais été contesté. Si j'avais fait une grave erreur, ils m'auraient tout de suite frappé la tête, mais cela ne s'est pas produit. Cela m'a dit que j'étais sacrément précis. Et tout ce que j'ai vu dans les documents du FBI dans les années 1970 vient de confirmer que j'avais raison. 

## Travaux

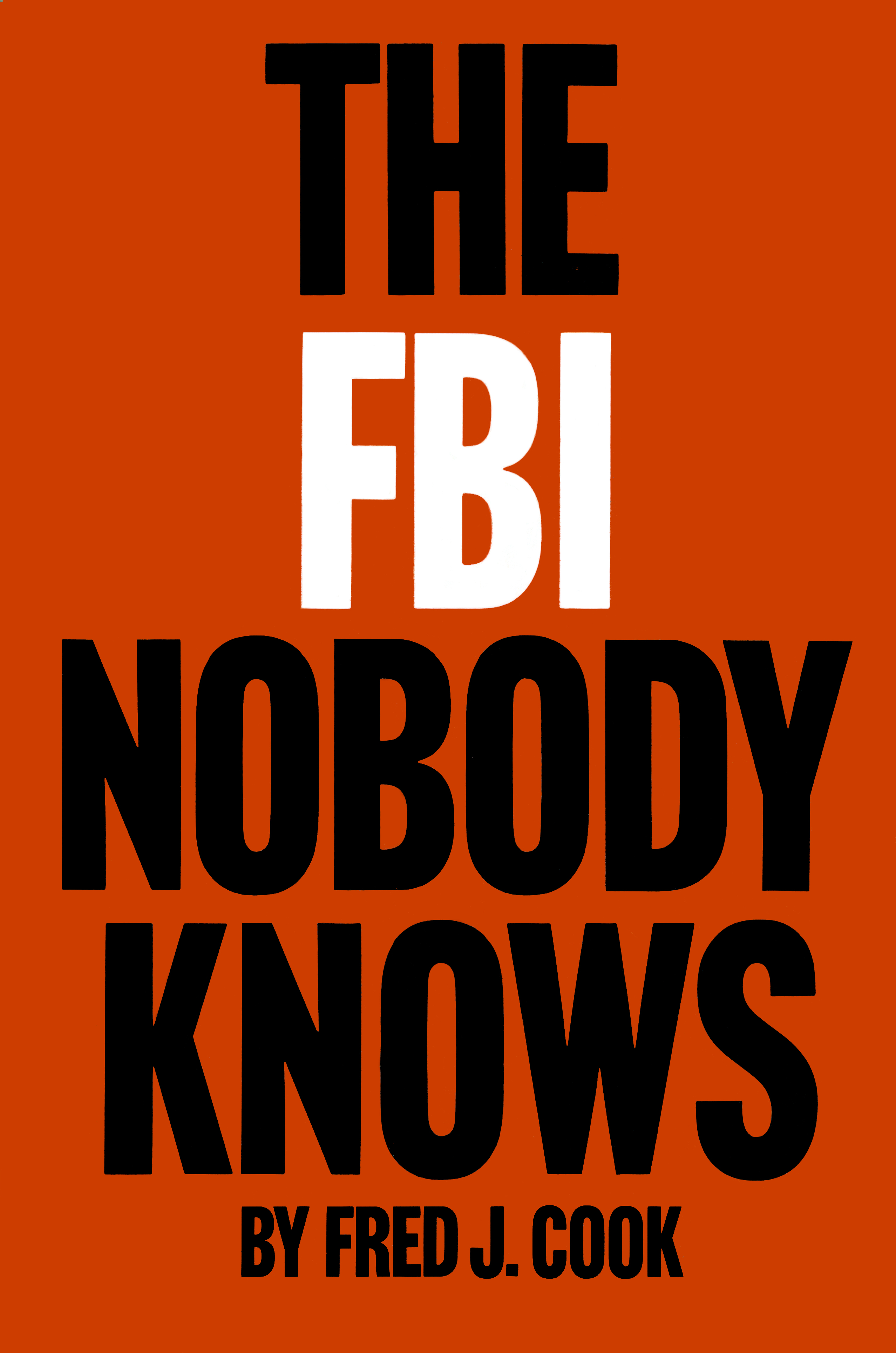
L'œuvre de 1964.

Il s'agit d'une liste incomplète qui n'inclut pas tous les documentaires écrits pour les enfants et les jeunes adultes, ses fictions et ses œuvres publiées dans des magazines. 
- The Unfinished Story of Alger Hiss, Morrow, 1958.
- The Warfare State, Macmillan, 1962.
- What Manner of Men: Forgotten Heroes of the Revolution, Morrow, 1959.
- Rallying a Free People: Theodore Roosevelt, Kingston House, 1961.
- The FBI Nobody Knows, Macmillan, 1964.
- Barry Goldwater: Extremist of the Right, Grove, 1964.
- The Corrupted Land: The Social Morality of Modern Americans, Macmillan, 1966.
- The Secret Rulers: Criminal Syndicates and How They Control the U.S. Underworld, Duell, Sloan & Pearce, 1966.
- The Plot against the Patient, Prentice-Hall, 1967.
- What So Proudly We Hailed, Prentice-Hall, 1968.
- The Nightmare Decade: The Life and Times of Senator Joe McCarthy, Random House, 1971.
- The Army-McCarthy Hearings, April–June, 1954: A Senator Creates a Sensation Hunting Communists, Franklin Watts, 1971.
- The Rise of American Political Parties, Franklin Watts, 1971.
- The Cuban Missile Crisis, October, 1962: The U.S. and Russia Face a Nuclear Showdown, Franklin Watts, 1972.
- The Muckrakers: Crusading Journalists Who Changed America, Doubleday, 1972.
- The U-2 Incident, May, 1960: An American Spy Plane Downed over Russia Intensifies the Cold War, Franklin Watts, 1973.
- Dawn over Saratoga: The Turning Point of the Revolutionary War, Doubleday, 1973.
- Mafia, Fawcett, 1973.
- American Political Bosses and Machines'n, Franklin Watts, 1973.
- The Pinkertons, Doubleday, 1974.
- Lobbying in American Politics, Franklin Watts, 1976.
- Privateers of `76, illustré par William L. Verrill, Jr., Bobbs-Merrill, 1976.
- Julia's Story: The Tragedy of an Unnecessary Death, Holt, 1976.
- Mob, Inc., Franklin Watts, 1977.
- The Ku Klux Klan: America's Recurring Nightmare, Messner, 1980.
- The Crimes of Watergate, Franklin Watts, 1981.
- The Great Energy Scam: Private Billions vs. Public Good, Macmillan, 1982.
- Maverick: Fifty Years of Investigative Reporting (autobiographie), introduction par Studs Terkel, Putnam, 1984.